# 換頭記
《換頭記》（初名《人造總統》）是倪匡筆下科幻小說衛斯理系列之一，為一個人頭移植的故事，集特務活動與間諜戰於一身，是一個頗為緊張的故事。於1967年發表。

## 故事大綱

### 世上唯一能進行換頭手術的人
知名生物學家奧斯教授已成功地將人頭和身體分開單獨存活，但這亦為蘇聯黨主席的副手「靈魂」所利用，「靈魂」是蘇聯特務頭子，也是主席之下的第二號人物。主席因為核試的意外導致身體嚴重受到破壞，性命懸於一線，為了鞏固政權，穩定政治局勢，只有為主席進行換頭手術，以延續生命。因此他們找上了奧斯教授，希望他發揮所長。美國情報部門的平東上校和手下們卻打算破壞從中阻撓。因為好友巴圖是美國的異種情報局長之故。衛斯理也無端被捲入這場間諜戰。

### 美蘇間諜戰
平東上校是主導這場情報戰的美國方面的的人物。他要求衛斯理加入他們。美國方面在這場情報戰中略占上風。因為衛斯理身上被裝上發訊器(GPS)。意外引來靈魂的人馬。衛斯理雖然情急智生。將奧斯教授用領帶綁在窗口外面吊著。但仍然被搜出來。美國方面在香港這城市的情報小站被破壞。奧斯教授被擄走。美國方面的損失慘重。這場美蘇間諜戰可說是失敗了。平東上校認為此事是衛斯理的疏失。他向上級打電話申請。打算利用衛斯理。前去蘇聯救出奧斯教授。衛斯理拒絕再玩，負氣離開。卻在路上遇見好友巴圖。衛斯理終於答應潛入蘇聯救出奧斯教授。

### 進入蘇聯統治區
衛斯理和巴圖坐著軍方尚在實驗的超音速飛機(黑鳥)。直接在莫斯科機場降落。豈料特務頭子靈魂(SOUL)已用手諭通知手下當兩人進入蘇聯領空。就予以扣留。當兩人下機時遇見一個少校。聲明蘇聯外交部已扣留這架飛機。為了不失去飛機，造成偷雞不成蝕把米的結果。巴圖以預藏炸彈將飛機自爆。兩人並打算以話術勸少校變節，帶他們投奔自由，坐上一台雙引擎小飛機，結果不幸失敗了，少校直接被帶走。直屬靈魂的特種部隊，一零零一部隊指揮官直接帶他們去見第二號人物靈魂。

### 迭遇武術高手
在蠱師桃版拒絕下蠱後，衛斯理和巴圖被帶到一間密室，遇見四個擅長鐵沙掌的武術高手，他們是靈魂的保鑣。這些人應靈魂要求出現在這裡，目的是給他們一點教訓，讓他們不要試圖脫逃。因為之前他們兩人大鬧監獄。混戰中，衛斯理打倒一人，自己也被打昏，醒來時，發現巴圖已經因手臂骨折，被送離密室。靈魂勸衛斯理，要衛斯理去幫他做一件事-勸降奧斯。

### 靈魂的決斷
衛斯理答應了靈魂的要求，四人搭乘的吉普車進入蘇聯紅場克里姆林宮，發現空軍司令率領一個軍團的武裝人員。空軍司令聲稱他們有功勞。必須主席授階。空軍司令要求見主席。主席如不見他們就要長驅直入皇宮。在衛斯理和奧斯教授面前，靈魂直接將空軍司令拔官階，平息了一場叛變，但主席的身體在核子試爆中受到輻射傷害逐漸潰爛。已經被冷凍了三個月，他認為不能再拖了。在車中，他求奧斯教授接受他的請求。替主席換頭。

### 冒充換頭人
本於醫者的道德責任，奧斯教授答應施行手術，而衛斯理為了逃出險境，不惜冒險冒充換頭者，結果意外被推進手術室。幾乎面臨頭顱和身體分開。幸而在最危急關頭，他有幸見到身體被冰凍在冷凍櫃中的主席。雙方進行了交談。而且被主席認出不是換頭人而是衛斯理，靈魂衝進來手術室卻因為主席對「靈魂」說的一句「好好待他」。才使衛斯理得以全身而退。不被投入黑牢。
本故事亦曾經被改編成廣播劇。

## 廣播劇
- 香港商業電台以粵語於1987年星期一至五，每日下午三時正首播《換頭記》廣播劇，合共12集。為商台衛斯理廣播劇系列第十七個故事。
  - 監製：金貴
  - 改編：唐寧
  - 配音
    - 朱子聰 飾演 衛斯理
    - 錢佩卿 飾演 白素
    - 陳森 　飾演 奧斯教授
    - 楊廣培 飾演 「靈魂」(A區主席的副手)
    - 金貴 　飾演 巴圖(異種情報處理專家)
    - 葉佳 　飾演 京版(蠱師)
    - 甄錦華 飾演 平東上校
    - 李錦 　飾演 泰中將
    - 葉佳 　飾演 A區主席
    - 莫佩雯 飾演 婦人(平東上校部下)
    - 陳慕賢 飾演 (A區主席休息室奉酒)少女
    - 馮天衡 飾演 大漢(第1、2集)/護衛(第3集)
    - 陳永信 飾演 大漢(第1、2集)/護衛(第3集)/接頭人(第4、5集)/的士司機(第6集)/空軍司令(第10集)/換頭人(第11集)/軍官(第12集)
    - 吳忠泰 飾演「靈魂」手下(第5集)/A區中校(第7集)/A區兵士(第8集)/檢查站少校(第9集)